# Vizualizacija podatkov
Podatkovna vizualizacija je grafična predstavitev podatkov v obliki, ki uporabniku omogoča kvalitativno razumevanje posredovane informacije

## Kratek pregled
Primarni cilj vizualizacije podatkov je posredovanje informacij na razumljiv in učinkovit način s pomočjo računalniške grafike. To ne pomeni, da mora biti vizualizacija podatkov suhoparna zaradi funkcionalnih zahtev oziroma izredno sofisticirana zaradi lepe predstavitve. Poudariti idejo učinkovito in estetsko pomeni, da namesto kompleksnih podatkovnih zbirk pripravimo prikaz ključnih podatkov na način, ki uporabniku omogočijo intuitivno razumevanje - torej brez branja navodil za interpretacijo prikaza. Vendar razvijalci pogosto zanemarijo razmerje med grafičnem prikazom in učinkovitostjo, ter ustvarijo čudovite vizualizacije, ki ne služijo prvotnemu namenu – posredovanju informacij.
Vizualizacija podatkov je tesno povezana z informacijsko, znanstveno in statistično vizualizacijo. Po navedbah Frits H. Post, 2002 je vizualizacija podatkov zelo aktivno področje raziskovanja, poučevanja in razvoja, zato se počasi združuje z ostalimi vrstami vizualizacije.

## Zgodovina
Področje izvira iz zgodnjih začetkov računalniške grafike, ko so bili narejeni prvi grafi s pomočjo računalniške grafike. Večji premik se je zgodil v letu 1987 s pojavom NSF (Ameriška znanstvena fundacija) poročila »Visualization in Scientific Computing« avtorjev Bruce H. McCormick, Thomas A. DeFanti in Maxine D. Brown, kjer so poudarili potrebo po novih računalniških načinih vizualizacije. s hitro rastjo računske moči računalnikov in večjimi in kompleksnejšimi numeričnimi modeli je bil rezultat velika količina podatkov, zato so se potrebovale napredne računalniške grafične tehnike za obdelavo in predstavitev podatkov.
V začetku se je vizualizacija uporabljala v znanstveni in inženirski praksi za računalniško modeliranje in simuliranje kot del procesa, ter jo poimenovali znanstevena vizualizacija. Kasneje so začeli uporabljati vizualizacijo tudi za različne podatkovne zbirke, ki jih najdemo na področju gospodarstva. To novo področje raziskovanja se je začelo v 90. letih prejšnjega tisočletja in ga poimenovali informacijska vizualizacija za podporo analizi v različnih aplikacijah. Tako dobiva na veljavi vizualizacija podatkov, saj vključuje obe področji vizualizacije.
Ker je vizualizacija podatkov koncept v razvoju in kjer se obseg področja neprestano veča, je težko določiti splošno definicijo. Vpleta različne napredne tehnologije za grafično interpretacijo podatkov skozi predstavitev, modeliranje in prikaz, ki vključuje uporabo grafiko, obdelavo slik, računalniški vid in uporabniške vmesnike. Uporablja se tudi pri umetna inteligenca, analizi podatkov in podatkovno rudarjenje.

## Obseg podatkovne vizualizacije
Več načinov obravnave:
Informacijski (po članku "Data Visualization: Modern Approaches", 2007):
- Miselni vzorci
- Predstavitev novic
- Predstavitev podatkov
- Predstavitev povezav
- Predstavitev spletnih strani

Računalniški  (Frits H. Post, 2002):
- Algoritmi
- Volumni, površine
- Informacije
- Večdimenzionalni prostori
- Virtualna resničnost
- Modelirne tehnike
- Tehnike za interakcijo in arhitekturo

Uspeh vizualizacije podatkov je predvsem zaradi osnovne ideje v ozadju: uporaba računalniško ustvarjenih slik za vpogled in pridobitev znanja iz podatkov in njihovih podedovanih vzorecev in razmerij. Ti koncepti so zelo pomembni in jih s pridom uporabljajo v znanstvenih, inženirskih in poslovnih krogih.